# Кубок Ірландії з футболу 2007
Кубок Ірландії з футболу 2007 — 87-й розіграш кубкового футбольного турніру в Ірландії. Переможцем вдруге став Корк Сіті.

## 1/16 фіналу
| Команда 1        | Рахунок | Команда 2            |
| ---------------- | ------- | -------------------- |
| 14 червня 2007   |         |                      |
| Дандолк          | 3:0     | Атлон Таун           |
| 15 червня 2007   |         |                      |
| Деррі Сіті       | 2:0     | Монахан Юнайтед      |
| Дрогеда Юнайтед  | 0:1     | Богеміан             |
| Голвей Юнайтед   | 2:2     | Фінн Гарпс           |
| Лімерик          | 1:1     | Вексфорд Ютс         |
| Малахайд Юнайтед | 2:1     | Черрі Орчард         |
| Фенікс           | 0:4     | Сент-Патрікс Атлетік |
| Шелбурн          | 0:1     | Корк Сіті            |
| Толка Роверс     | 2:2     | Вотерфорд Юнайтед    |
| 16 червня 2007   |         |                      |
| Дуглас Холл      | 4:1     | Ков Рамблерс         |
| Кілдер Каунті    | 0:1     | Кілкенні Сіті        |
| Лонгфорд Таун    | 1:0     | Келбрідж Таун        |
| Солтхілл Девон   | 0:4     | ЮКД                  |
| Шемрок Роверс    | 2:3     | Слайго Роверз        |
| 17 червня 2007   |         |                      |
| Брей Вондерерз   | 7:0     | Сент-Мочтас          |
| Фанад Юнайтед    | 1:0     | Сент-Джон Боско      |

Перегравання
| Команда 1         | Рахунок      | Команда 2      |
| ----------------- | ------------ | -------------- |
| 18 червня 2007    |              |                |
| Фінн Гарпс        | 0:0 пен. 4:2 | Голвей Юнайтед |
| 19 червня 2007    |              |                |
| Вексфорд Ютс      | 0:1          | Лімерик        |
| Вотерфорд Юнайтед | 4:1          | Толка Роверс   |

## 1/8 фіналу
| Команда 1         | Рахунок | Команда 2            |
| ----------------- | ------- | -------------------- |
| 16 серпня 2007    |         |                      |
| Дандолк           | 1:2     | ЮКД                  |
| 17 серпня 2007    |         |                      |
| Вотерфорд Юнайтед | 1:1     | Слайго Роверз        |
| Корк Сіті         | 5:1     | Кілкенні Сіті        |
| Лімерик           | 1:1     | Дуглас Холл          |
| Брей Вондерерз    | 1:2     | Сент-Патрікс Атлетік |
| 18 серпня 2007    |         |                      |
| Лонгфорд Таун     | 2:0     | Фанад Юнайтед        |
| Фінн Гарпс        | 0:1     | Деррі Сіті           |
| 19 серпня 2007    |         |                      |
| Малахайд Юнайтед  | 0:1     | Богеміан             |

Перегравання
| Команда 1      | Рахунок      | Команда 2         |
| -------------- | ------------ | ----------------- |
| 21 серпня 2007 |              |                   |
| Слайго Роверз  | 2:2 пен. 3:4 | Вотерфорд Юнайтед |
| 22 серпня 2007 |              |                   |
| Дуглас Холл    | 0:1          | Лімерик           |

## 1/4 фіналу
| Команда 1            | Рахунок | Команда 2 |
| -------------------- | ------- | --------- |
| 21 вересня 2007      |         |           |
| Деррі Сіті           | 0:1     | ЮКД       |
| 22 вересня 2007      |         |           |
| Вотерфорд Юнайтед    | 1:1     | Корк Сіті |
| Лонгфорд Таун        | 3:1     | Лімерик   |
| 24 вересня 2007      |         |           |
| Сент-Патрікс Атлетік | 1:2     | Богеміан  |

Перегравання
| Команда 1       | Рахунок | Команда 2         |
| --------------- | ------- | ----------------- |
| 25 вересня 2007 |         |                   |
| Корк Сіті       | 4:0     | Вотерфорд Юнайтед |

## 1/2 фіналу
| Команда 1      | Рахунок | Команда 2     |
| -------------- | ------- | ------------- |
| 26 жовтня 2007 |         |               |
| Богеміан       | 0:2     | Корк Сіті     |
| 28 жовтня 2007 |         |               |
| ЮКД            | 0:1     | Лонгфорд Таун |

## Фінал
| 2 грудня 2007 |

| Корк Сіті | 1:0      | Лонгфорд Таун |
| --------- | -------- | ------------- |
| Бехан 60' | Протокол |               |

| РДС, Дублін Глядачів: 10 000 Арбітр: Дейв Маккеон |